# Sankt Katharinas Kloster
Sankt Katharinas Kloster (gr. Μονὴ τῆς Ἁγίας Αἰκατερίνης) er et græsk-ortodokst kloster for foden af Sinaibjerget i den egyptiske by Sankt Katharina opkaldt efter helgenen af samme navn. I klosteret er fundet to Kodeks: et på græsk (Codex Sinaiticus) fundet af Tischendorf i 1844, et på aramæisk (Codex syriacus) fundet af søstrene Agnes og Margaret Smith.
Klosteret er optaget på UNESCOs Verdensarvsliste og er ifølge UNESCO det ældste fungerende kristne kloster i verden.
Efter ordre fra Justinian 1. blev klosteret opført mellem 527 og 565 for at lukke den brændende tornebusks kapel, som var opført på vegne af Helena af Konstantinopel, Konstantin den Stores mor, hvor Moses angiveligt så den brændende busk. Det skulle være den oprindelige brændende tornebusk, der opbevares på stedet.
Da det eksisterende kloster er en tilbygning til det oprindelige, kaldes det også for "St. Helenas Kapel". Stedet betragtes som helligt for både kristendommen, jødedommen og islam.

## Billedgalleri
- Sankt Katharinas Kloster - Μονὴ τῆς Ἁγίας Αἰκατερίνης - دير سانت كاترين